# Костянтин I Арборейський
Костянтин I (італ. Costantino I; д/н — 1131) — 9-й правитель Арборейського юдикату в 1126—1131 роках.

## Біографія
Походив з династії Лакон-Серра. Син Гоннаріо II, юдики Арбореї, та Елеонор ді Лакон-Гунале. У 1126 році посів трон Арборейського юдикату. На відміну від попередника втрутився у війну між Генуєю та Пізою, уклавши союзну угоду з останньою.
У внутрішній політиці завершив впровадження у своїх володіннях григоріанських реформ в католицькій церкві. Також продовжив політику попередників стосовно надання пожертв Папському престолу у розмірі 1100 безантів. В свою чергу папа римський Гонорій II підтримав розширення чернецтва в Арбореї, що сприяло розвитку освіти та впровадженню сучасних навичок у технологій в будівництві та сільському господарстві. Крім того, переорієнтувався на підтримку камальдульського монастиря Св Зенона в Пізі замість монастиря Св. Віктора в Марселі, як це було до того.
Помер 1131 року. Трон успадкував син або брат Коміта II.

## Родина
Дружина — Анна ді Зорі
Діти:
- ?Коміта (д/н—1147), юдик Арбореї
- Орцокко
- Джордіна
- Преціоза